# Capilla de la Visión (La Storta)
La capilla de la Visión es un lugar de culto situado en La Storta, Roma en donde San Ignacio de Loyola vivió la experiencia mística conocida como Visión de La Storta.

## Historia
La capilla tiene su origen como lugar de culto en las cercanías de la Via Cassia.
En 1537 Ignacio de Loyola viaja a Roma junto a dos compañeros (Pedro Fabro y Diego Laínez) para poner la que sería después la Compañía de Jesús al servicio del Papa al no haber podido llevar a cabo su voto de peregrinar a Tierra Santa. Al acercarse a Roma, Ignacio se para a orar en una pequeña y medio arruinada capilla en La Storta, junto a la via Cassia a unos 14 kilómetros de Roma. En ese momento Ignacio tuvo una visión en que se le apareció Dios Padre, acompañado de su Hijo, en la forma de Cristo con la Cruz a cuestas. El Padre dirigiéndose a su Hijo, le dice: "Quiero que tomes a este por servidor tuyo". El Hijo toma a Ignacio de Loyola para decirle: "Quiero que tu nos sirvas".

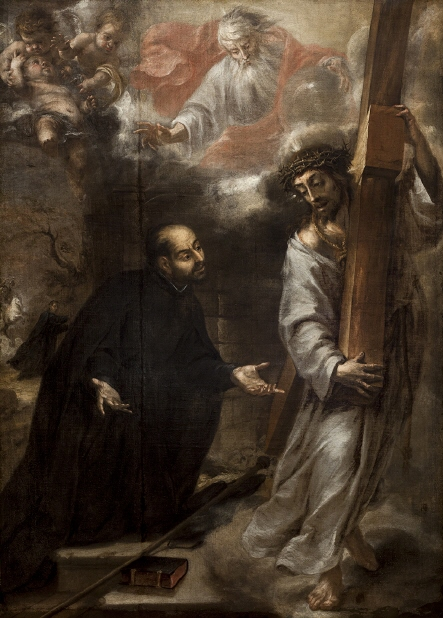
La Visión de La Storta por Valdés Leal (1660)

La capilla fue restaurada hacia por la Compañía de Jesús para el Jubileo de 1700, siendo prepósito general Tirso González que mandó colocar sobre la puerta de la capilla una inscripción en mármol con el texto siguiente:
"A Dios Óptimo Máximo. En esta capilla Dios Padre se apareció a San Ignacio que iba a Roma a fundar la Compañía de Jesús en 1537, y él y sus compañeros a Cristo su Hijo cargando la cruz recomendaron amablemente y con una mirada serena, mirando a Ignacio, dijo estas palabras: Estaré a vuestro favor en Roma. Tirso Gonzalez, Superior General de la Compañía, restauró y adornó la capilla, y Pose al Santo Padre. Año 1700"
A principios del siglo XX se planteó la construcción de un santuario ignaciano en el lugar, abandonándose la idea. En la década de 1920 se construiría en sus cercanías la parroquia de los Sagrados Corazones de Jesús y de María. La capilla quedó situada en la jurisdicción de esta parroquia.
En 1944 la capilla fue destruida por un bombardeo en el marco de la Segunda Guerra Mundial. El 9 de noviembre de 1964, cuarenta obispos jesuitas peregrinaron a la capilla con ocasión del 427.º aniversario de la Visión.
En 2014 sufrió algunos actos de vandalismo en su interior.
En la actualidad constituye uno de los centros de peregrinación ignaciana y es propiedad de la Compañía de Jesús, aunque el culto regular es mantenido por la parroquia en cuya jurisdicción se encuentra, la de los Sagrados Corazones de Jesús y de María.

## Descripción

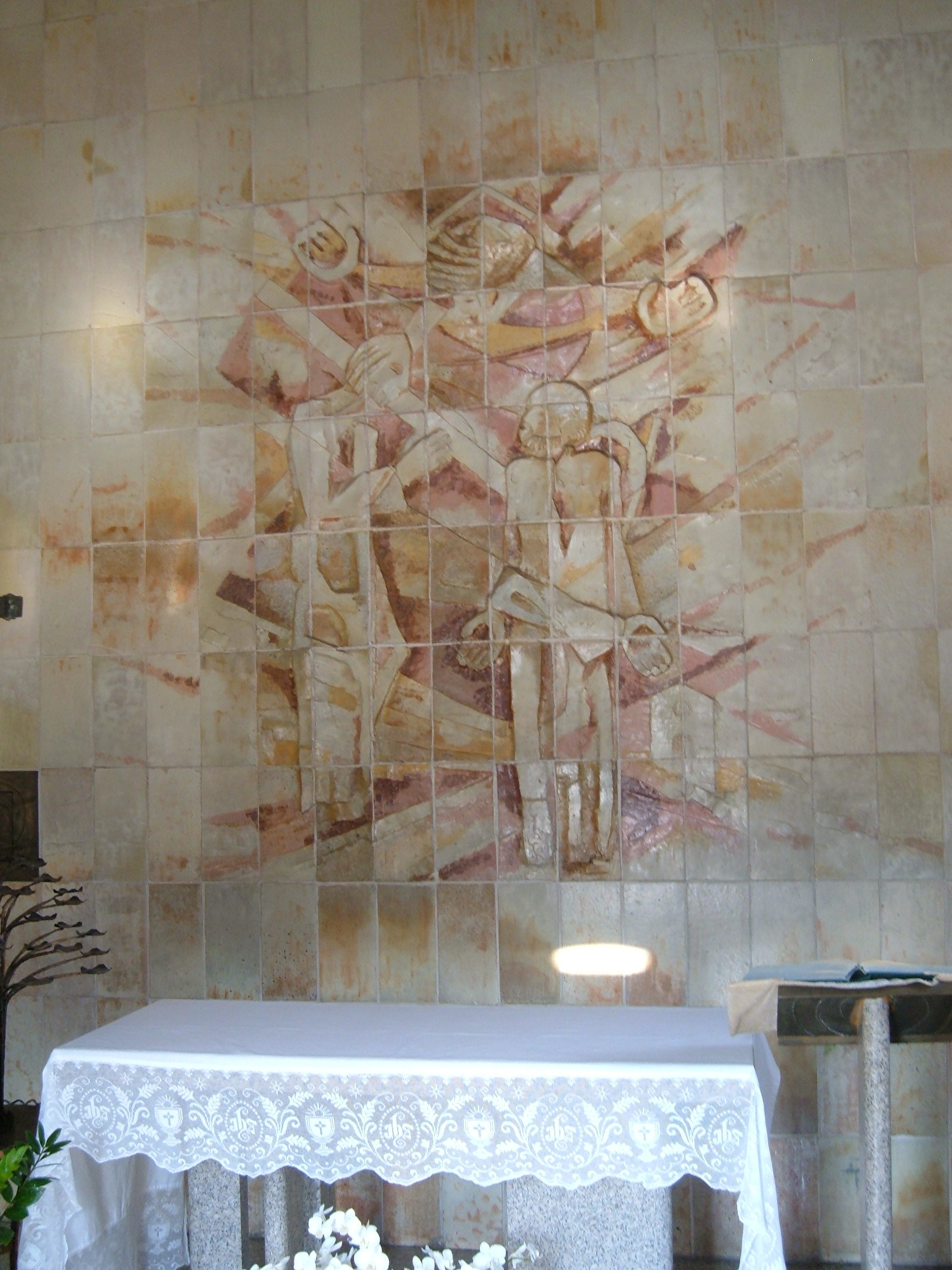
Retablo de azulejos en el interior de la capilla,

La capilla se encuentra situada al borde de la Vía Cassia. Es de planta casi cuadrada con unos 7 metros de lado. Cuenta con una cubierta a dos aguas a partir de un eje perpendicular a la fachada principal.
La fachada presenta en su centro una puerta flanqueada a los dos lados por dos ventanas cuadrangulares. Sobre la puerta se dispone la ya descrita inscripción en mármol conmemorativa de la restauración por el Jubileo de 1700. Bajo cada una de las ventanas existe un pequeño banco de obra. Además existen otras ventanas en el resto de paredes de la capilla.
El interior se encuentra decorado por un retablo de azulejos realizado por el jesuita español Cinto Casanovas. Así mismo, cuenta con un mosaico representando la Mater Domini, copia del que se encuentra en San Pablo Extramuros y ante el cual Ignacio y sus compañeros hicieron sus votos una vez aprobada la Compañía de Jesús el 22 de abril de 1541.